# Президентские выборы в Черногории (2003, май)
Президентские выборы в Черногории прошли 11 мая 2003 года. Они стали третьими президентскими выборами за предыдущие полгода. Выборы в декабре 2002 года и в феврале 2003 года оказались недействительными из-за низкой явки избирателей: по закону явка должна была составлять не менее 50 %, чтобы результаты были действительны. К этим выборам правило о минимальном 50%-м участии было отменено. В результате выборов президентом Черногории был избран Филип Вуянович, получивший 64,2 % голосов, который сильно опередил соперников и в предыдущих выборах.

## Результаты
| Кандидат                            | Партия                              | Голоса  | %    |
| ----------------------------------- | ----------------------------------- | ------- | ---- |
| Филип Вуянович                      | ДПС-СДП                             | 139 574 | 64,2 |
| Миодраг Живкович                    | Либеральный альянс Черногории       | 68 169  | 31,4 |
| Драган Хайдукович                   | беспартийный                        | 9501    | 4,4  |
| Недействительных/пустых бюллетеней  | Недействительных/пустых бюллетеней  | 4508    | -    |
| Всего                               | Всего                               | 221 752 | 100  |
| Зарегистрированных избирателей/Явка | Зарегистрированных избирателей/Явка | 458 888 | 48,4 |
| Источник: Nohlen & Stöver           |                                     |         |      |